# Turbocharger
Turbocharger – pierwszy album zespołu Chaotica wydany w 1999 roku nakładem własnym. Producentem albumu jest współpracownik zespołu Shane Semler, a autorem muzyki i tekstów do wszystkich piosenek zawartych na płycie jest lider zespołu Danny Chaotic.

## Lista utworów
1. "Turbocharger"
2. "Lobotomy"
3. "Attack Formation"
4. "Worlds Without Skies"
5. "Assimilate"
6. "Progress"
7. "Black Rose"
8. "Ultra Violence"
9. "Hypergasm"
10. "Drill"
11. "I Stand Erected"
12. "Project Desensitize"